# Per aspera ad astra

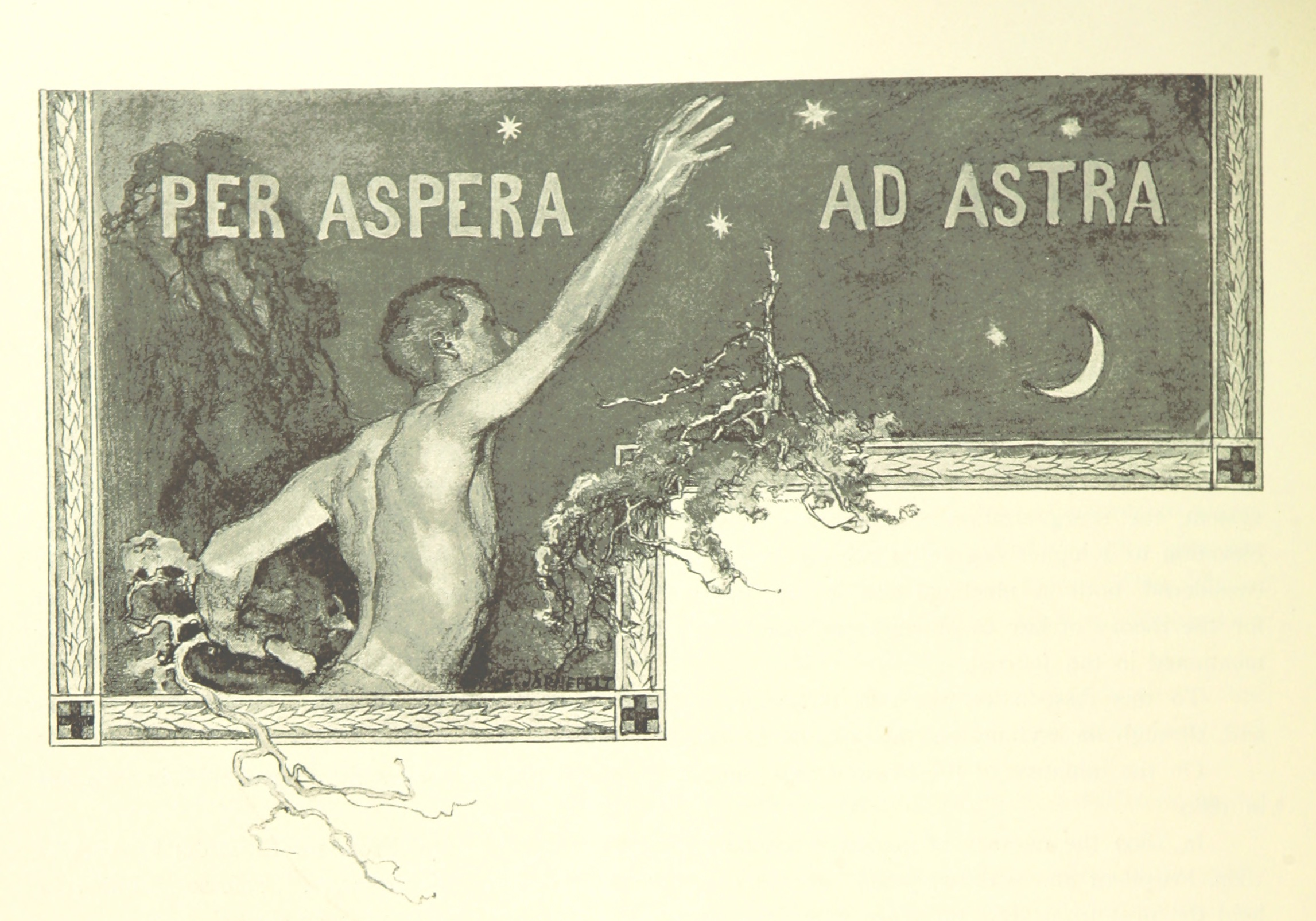
Illustrazione di un artista finlandese (1894)

Ad astra nel motto della nobile famiglia siciliana dei Montaperto

Per aspera ad astra nel motto dello stato del Kansas (Stati Uniti d'America)

Per aspera ad astra oppure Per aspera sic itur ad astra è una frase latina, spesso usata quale motto o incitazione, che significa letteralmente: «attraverso le asperità sino alle stelle». Si tratta di una frase relativamente recente in questa forma, anche se frasi simili si possono trovare nei classici: Virgilio (Eneide IX, 641); Lucio Anneo Seneca, che scrisse nell’opera Hercules furens: "non est ad astra mollis e terris via" ('non esiste alcuna via semplice dalla terra alle stelle').

## Origini
L’origine risale alla antica Grecia. Si ritiene infatti, sebbene non ve ne sia certezza, che le sue radici si rinvengano nella mitologia greca, secondo la quale solamente gli eroi, una volta morti, avrebbero avuto l’onore di salire all’Olimpo. Questo cammino verso “le stelle” era dunque riservato a chi aveva avuto una vita impavida, per definizione ricca di asperità e pericoli.

## Utilizzo
L'efficacia del motto è inoltre dovuta alla paronomasia fra i due termini, che gli conferisce un suono altamente espressivo. Altre locuzioni analoghe, infatti, sono Ad augusta per angusta ("Alle cose eccelse attraverso le difficoltà") e Per crucem ad lucem ("Attraverso la croce si giunge alla luce").

### Musica
- Nell'album di Franco Battiato Apriti sesamo del 2012 la canzone Caliti Junku riporta, dopo la citazione gluckiana dell'Orfeo ed Euridice ("Che farò senza Euridice?"), le parole "Per aspera ad astra/le asperità conducono alle stelle".
- La raccolta dei 15 études de virtuosité, op. 72 per pianoforte di Moritz Moszkowski è intitolata per aspera ad astra.
- Questa frase è il titolo di una canzone degli Haggard, gruppo metal tedesco, all'interno dell'album Eppur si muove.
- Questa frase è il titolo di un brano dei Fleshgod Apocalypse, celebre band death metal italiana, contenuta nel loro album Opera
- Questa frase è il titolo di una canzone dei Die Apokalyptischen Reiter, gruppo metal tedesco, contenuta nell'album Samurai.
- L'album di Morgan Da A ad A, uscito nel 2007 e sottotitolato "Teoria delle catastrofi", s'ispira proprio a questo motto, che il cantante ha definito più volte come uno dei suoi preferiti.
- Questa frase è il motto dell'etichetta discografica indipendente torinese "La locomotiva".
- Questa frase è stata anche utilizzata come titolo di un album del 1998 degli Stars of The Lid, duo statunitense di musica drone-ambientale.
- Questa frase dà il nome a una VHS pubblicata nel 1996 contenente il concerto tenuto da Mia Martini il 15 maggio 1992 presso il Teatro Nazionale di Milano. È stato ristampato su VHS e DVD nel 2004.
- Questa frase è il titolo di una canzone degli Spiritual Beggars, contenuta nell'album Ad Astra.
- I Gemelli DiVersi hanno scritto Ad astra per aspera, nel libretto del loro cd del 2013 Tutto da capo.
- Terza traccia dell'ep omonimo del rapper casertano Mega Jack (Ad Astra).
- Questa frase è il titolo di una canzone di Paul Kalkbrenner, contenuta nella colonna sonora del film Global Prayer.
- Questa frase viene ripresa (anche se modificata per lo stile del gruppo) nel brano Per Aspera Ad Inferi dell'album Infestissumam della band svedese Ghost.
- La frase "Per aspera ad astra" è il titolo dell'album uscito nel 2021 di Daniela Spalletta che contiene anche un brano con lo stesso titolo.
- La locuzione simile Ad augusta, per angusta è citata nell'opera Ernani di Giuseppe Verdi (Atto 3 - Scena III).
- La locuzione simile Augusta per Angusta viene utilizzata come motto di Gustavo Adolfo II nella traccia Lion from the north dell'album Carolus Rex della band svedese Sabaton.
- Questa frase è presente nel singolo "Credo" di Mondo Marcio

### Cinema
- La frase è riportata nel film Elizabethtown (2005), all'interno della mappa stradale creata dalla co-protagonista.
- La stessa è incisa sul calcio di una pistola, nel film Amore e chiacchiere, ed è tradotta dal personaggio interpretato da Vittorio De Sica come: "O si è, o non si è".
- Nell'universo di Star Trek è il motto della Flotta Stellare.
- La frase è citata nel film di fantascienza L'uomo che cadde sulla Terra (film) (1976), all'interno di un dialogo atto a scoprire la menzogna del protagonista Thomas Jerome Newton, che afferma di essere britannico, per celare la propria origine extraterrestre.
- Nel film Armageddon, la frase è citata quando Henry e sua figlia s'incontrano dove l'Apollo 1 esplose durante un'esercitazione.
- Nel film Il colonnello Buttiglione del 1973 la frase è il motto della Caserma Zanzibar.
- Nel film Il bisbetico domato, Don Cirillo durante l'allenamento dei suoi ragazzi, poco prima di incontrare il suo amico Elia (A. Celentano), cita tale motto per incitarli a dare il meglio in vista della finale di basket.
- La frase è il nome del film sovietico di fantascienza del 1981 "Per Aspera Ad Astra" (Через тернии к звёздам).
- "Per aspera ad astra" viene citata in una conversazione tra i personaggi interpretati da Gino Cervi e da Vera Carmi nel film del 1945 di Mario Soldati "Le miserie del signor Travet"

### Videogiochi
- Come motto, compare su numerose insegne attribuite ai giocatori della modalità multiplayer di Battlefield: Bad Company 2.
- Questa frase è anche il motto del gioco per personal computer Ports Of Call.
- Questa frase è il nome dell'ultimo capitolo del videogioco Mafia II, ambientato nel planetario di Empire Bay.
- Questa frase compare nel memoriale ai caduti di Mass Effect 3.
- Questa frase è il titolo della traccia audio #125 del videogioco Pokémon Rubino Omega e Zaffiro Alpha.[3]
- Questo motto è usato in Xenoverse: Per Aspera Ad Astra, un videogioco fan-made italiano basato sulla serie Pokémon.
- Questa frase è utilizzata come nome dell'Arma Nobile di Romolo nella sua incarnazione come Quirino nel videogioco mobile Fate/Grand Order.
- Questo motto viene ripreso come titolo del gioco Per Aspera.

### Altro
- Araldica civica e familiare

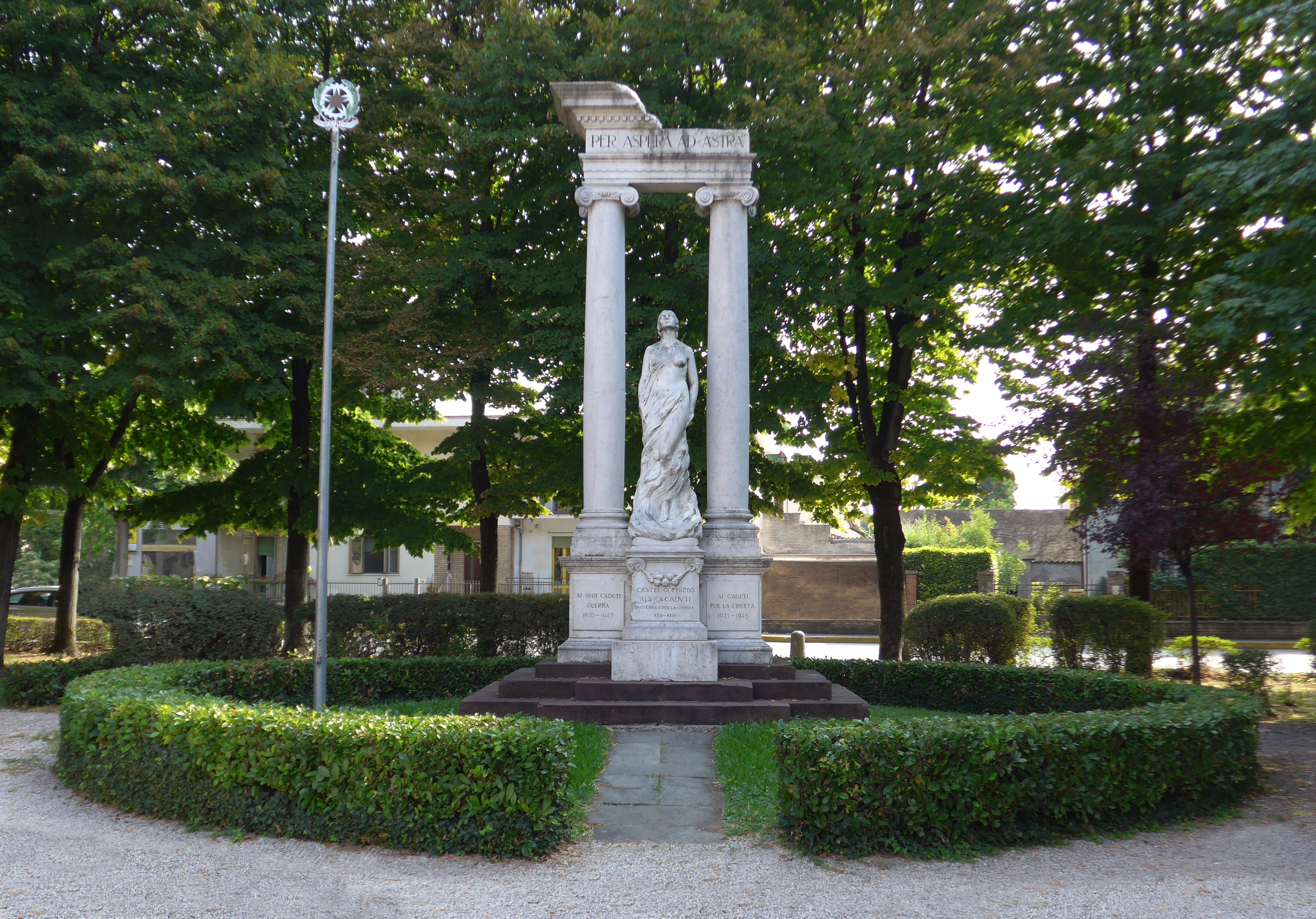
Castel Goffredo, monumento ai Caduti: sull'architrave il motto Per aspera ad astra.

  - Nella versione ridotta Ad astra fu il motto della famiglia Montaperto, principi di Raffadali, e in seguito inserito dal comune di Raffadali nel proprio stemma[4].
  - Motto del Granducato di Meclemburgo-Schwerin.
  - Motto della nobile famiglia Galluzzo.
  - Presente nello stemma del comune di Grancona (Vicenza).
  - Presente sullo scudo simbolo della contrada San Cassiano del Palio "Gioco dell'oca - Città di Mortara".
  - Motto del Comitato Palio di Castell'Alfero.
  - Presente nello stemma del Cardinale Arcivescovo Josyp Slipyj, capo della Chiesa greco-cattolica ucraina dal 1944.
  - Nella versione Ad Astra per Aspera è il motto ufficiale dello stato del Kansas (Stati Uniti d'America).
- Araldica militare
  - Motto della South African Air Force
  - Motto del Comando delle Forze da Combattimento dell'Aeronautica Militare, con sede a Milano.
  - Motto del 7º Corso Ufficiali di Complemento della Marina Militare.
  - Motto del Battaglione Alpini Vicenza, inquadrato nel 9º Reggimento Alpini.
  - Motto del 38º Corso Allievi Vice Ispettori Fiume Tanaro del Corpo Forestale dello Stato.
  - Motto del 94º Corso AUC Allievi Ufficiali di Complemento dell'Arma delle Trasmissioni SCUT Roma 1979
  - Motto del 81º Gruppo Intercettori Teleguidati Aeronautica Militare
- Araldica sportiva
  - Motto del C.U.S. (Centro Universitario Sportivo) di Bari[5].
  - Motto del Geas Basket.
  - Motto dell'Arendal Fotball, squadra calcistica di seconda divisione norvegese.
- Marchi commerciali
  - Presente sulle pipe prodotte della ditta Ser Jacopo dalla Gemma.
  - Fu il motto della Scuola Civile di Pilotaggio della Breda di Sesto San Giovanni negli anni trenta.
  - Presente sul logo delle sigarette Pall Mall (all'interno dello scudo tenuto dai leoni).
  - Presente sul tappo della bottiglia del liquore Anisetta Meletti.
  - Dal 2019 la compagnia aerea italiana Air Dolomiti ha introdotto nella nuova livrea la scritta "Ad astra" sulla parte inferiore della fusoliera degli aeromobili.
- Altro:                                                                                   
  - Il motto è stata registrato, in latino e tradotto in codice Morse, sul Voyager Golden Record, il disco d'oro in duplice copia collocato rispettivamente su due sonde spaziali (Voyager, lanciate nel 1977), contenente vari saluti e messaggi destinati ad eventuali lontane forme di vita intelligenti extraterrestri (programma SETI attivo).
  - L'ingegnere italiano, inventore e pioniere dell'astronautica Luigi Gussalli usava la frase all'inizio delle sue pubblicazioni a tema aerospaziale negli anni '20, '30 e '40[6][7][8][9][10]
  - La frase è citata nell'albo speciale di Tex del 2005, scritto da Gianfranco Manfredi e disegnato da Miguel Ángel Repetto, intitolato La pista degli agguati.
  - Titolo di una famosa opera di Karl Wilhelm Diefenbach costituita da un fregio lungo ben 68 metri che raffigura in prevalenza sagome umane marcianti. L'opera è conservata nel museo cittadino di Hadamar, in Germania.
  - Nel romanzo Ci proteggerà la neve della scrittrice Ruta Sepetys, una delle protagoniste, Emilia, si ricorda del motto Per aspera ad astra mentre fugge come profuga polacca dall'avanzata russa verso il nord della Germania.
  - Presente sull'architrave del Monumento ai Caduti di Castel Goffredo.[11]
  - È il motto del sottomarino italiano Lazzaro Mocenigo (classe Enrico Toti).